# San Giorgio Piacentino
San Giorgio Piacentino (en llengua emiliana: San Zorz, IPA: [saŋ ˈzɔːrz] o [saŋ ˈzɔːʁz]) és un comune (municipi) de la província de Piacenza a la regió italiana d'Emília-Romanya, situat a uns 140 quilòmetres al nord-oest de Bolonya i uns 11 quilòmetres al sud de Piacenza.
San Giorgio Piacentino limita amb els municipis següents: Carpaneto Piacentino, Gropparello, Podenzano, Ponte dell'Olio, Pontenure i Vigolzone.